# Zenú
Die Zenú sind ein indigenes Volk in Kolumbien. Sie leben in San Andrés de Sotavento und Tuchín im Departamento Córdoba sowie in der Subregion Urabá Antioqueño im Departamento de Antioquia. Kleinere Ansiedlungen finden sich in Chocó, Sucre und im Süden von Bolívar. Die Bevölkerung umfasste im Jahr 2018 laut einer Volkszählung 307.091 Personen.
Ihre eigene Sprache ist durch die starke Akkulturation in der Kolonialzeit ausgestorben. Stattdessen verwenden die Zenú die in Lateinamerika weitverbreitete spanische Sprache.
Die Zenú werden nach der Verfassung von 1991 vom indigenen Gouverneur Israel Aguilar vertreten (Stand September 2011).
Das Reich der Zenú war in präkolumbianischer Zeit in drei Gebiete unterteilt:
- Finzenú, welches das Tal des Flusses Sinú und die Gebiete Tolú, San Benito Abad und Ayapel umfasste und das religiöse Zentrum des Reiches war.
- Panzenú, zwischen dem Tal des Flusses San Jorge und dem Unterlauf des Flusses Cauca, wo Nahrungsmittel und Rohstoffe produziert wurden.
- Zenúfana, der Hauptsitz der Regierung, der bis ins Zentrum des heutigen Departements Antioquia reichte und aus dem der größte Teil des Goldreichtums stammte.

## Konflikte
Seit November 2009 betrachten die Águilas Negras, eine aus demobilisierten paramilitärischen Gruppen entstandene bewaffnete Gruppe, alle Stammeshäuptlinge der Zenú als militärisches Ziel. Laut Aussage des Gouverneurs Israel Aguilar wurden seitdem 5 Amtsträger und 34 Mitglieder der Zenú ermordet.

## Kontakt mit Polynesiern
Eine genetische Studie aus dem Jahr 2022 fand Hinweise auf Kontakte zwischen Polynesiern und einer indigenen Gruppe, die am nächsten mit den heutigen Zenú verwandt ist. Der Kontakt wurde auf etwa 1200 n. Chr. datiert, also vor der Besiedlung der Osterinsel. Die Autoren schlagen zwei Erklärungen für diesen Kontakt vor: entweder die Besiedlung einer Insel im östlichen Pazifik durch amerikanische Ureinwohner, gefolgt vom Kontakt mit Polynesiern, oder die Ankunft der Polynesier im heutigen Kolumbien, gefolgt von einer Rückkehr zu einer Insel im östlichen Pazifik. In beiden Fällen erklärt ein Kontakt zwischen amerikanischen Ureinwohnern und Polynesiern die durch Menschen verursachte Verbreitung der Süßkartoffel (die in Amerika beheimatet ist) in ganz Polynesien.